# 道の駅山陽道やかげ宿
道の駅山陽道やかげ宿（みちのえき さんようどうやかげじゅく）は、岡山県小田郡矢掛町にある国道486号の道の駅である。
2021年3月28日にグランドオープン。商店街へ客を呼び込むため、駅には飲食コーナーや物産コーナーは設けない珍しいスタイルの道の駅。岡山県出身である水戸岡鋭治が旧矢掛本陣石井家の家紋「梅鉢紋」をモチーフにしたシンボルマークの作成や、駅舎のデザインを手がけた。
国道486号をはさんで南側は小田川が流れる。

## 施設
- 駐車場 39台
- トイレ 16器
- 交通情報室
- 休憩コーナー
- ベビーコーナー
- 公衆電話
- 公衆無線LAN
- 観光案内コーナー
- 展示コーナー
- キッズルーム

## アクセス
- 国道486号 - 登録路線